# フランソワ・ジュリアン
フランソワ・ジュリアン (François Jullien, 1951年6月2日 - ) は、フランスの中国学者・哲学者・比較思想学者。

## 略歴
エコール・ノルマル・シュペリウール出身、アグレガシオンと文学博士号所持。当初はギリシア哲学を研究していたが中国哲学に関心を寄せるようになり、1975年から1977年、北京大学と上海大学に留学。1978年から1981年、香港の中国学フランス支部 (Antenne Française de Sinologie) に責任者として赴任。1985年から1987年、東京の日仏会館に在外研究員として赴任。
1990年以降、パリ第7大学教授、パリ第8大学教授、マルセル・グラネ研究所創設者兼所長、国際哲学コレージュ議長などを歴任。

## 著作
膨大な著作があり、多くの国で翻訳が刊行されている。

### 日本語訳
- 『無味礼讃 中国とヨーロッパの哲学的対話』興膳宏・小関武史共訳、平凡社、1997年。原著: L'éloge de la fadeur, 1991
- 『道徳を基礎づける 孟子vs.カント、ルソー、ニーチェ』中島隆博・志野好伸共訳、講談社現代新書、2002年／講談社学術文庫、2017年。原著: Fonder la morale, 1996（同年のジャン・ジャック・ルソー賞受賞作品）
- 『勢 効力の歴史――中国文化横断』中島隆博訳、知泉書館、2004年。原著: Des travaux, 1992

その他
- 「外（中国）から考える」中島隆博訳、『思想』岩波書店、1999年2月。NAID 110000459372　原著: 1998年「日本におけるフランス年」事業により行われた東京国際ブックフェアでの講演録。

## 批評
- 同業者のジャン・フランソワ・ビルテール（英語版）は、ジュリアンの比較思想の手法が西洋中心主義的・オリエンタリズム的であると批判した。ジュリアンはこの批判に反論し、論争になった。[3]
- 中国文化を論じる際に、西洋文化との異質さや隔たり（他者性）を強調する手法をとっており、同業者のアンヌ・チェンの手法と対照的と評される。[2]